# Dżabadin
Dżabadin (arab. جبعدين, aram. ܓܦܥܘܕ/גפעוד) – miejscowość w Syrii, w muhafazie Damaszek. W 2004 roku liczyła 3778 mieszkańców. Jest to jedna z trzech miejscowości na świecie, w których wciąż używany jest zachodni dialekt języka aramejskiego. Zamieszkują ją muzułmanie, jednak twierdzi się, że kilka pokoleń temu ludność była prawie całkowicie chrześcijańska.
Miejscowość jest oddalona od Damaszku o 58 kilometrów.